# Chiesa di San Bartolomeo (Ne)
La chiesa di San Bartolomeo è un luogo di culto cattolico situato nella frazione di Statale, in via Statale, nel comune di Ne nella città metropolitana di Genova. La chiesa è sede della parrocchia omonima del vicariato di Sturla e Graveglia della diocesi di Chiavari.

## Storia
Secondo le fonti storiche la chiesa, situata a 592 metri sulla pendice occidentale dei monti Porcile e Capra, potrebbe essere risalente in un periodo anteriore all'anno 1000. Anticamente i due borghi di Nascio e Statale erano uniti da un'unica parrocchiale, presso il colle di Cassagna in un luogo detto "La Crocetta", intitolata a santa Maria e a san Michele Arcangelo.
A tale scopo spirituale asservì l'edificio, di cui non si conoscono forme e dimensioni, fino al 1565. Da tale anno i due borghi preferirono, forse anche per l'evoluzione della popolazione, edificare due distinte parrocchiali nei rispettivi luoghi; gli arredi e beni dell'antica chiesa "in comune" furono altresì equamente divisi tra le due ex-nove chiese.
Sede di prevostura dal 1650, anche la comunità di Statale passò nel 1959 alla diocesi di Chiavari.

## Descrizione
L'interno della chiesa è ad unica navata con 16 metri di lunghezza e 9 metri di larghezza. Oltre all'altare maggiore marmoreo, dedicato al santo titolare della chiesa, sono presenti quattro altari laterali in cotto intitolati a san Michele Arcangelo, a Nostra Signora del Rosario, alla Santissima Trinità e a Nostra Signora di Caravaggio; in tutti sono presenti statue lignee aventi come soggetto i titolari degli altari e ritenute opere della scuola scultorea di Anton Maria Maragliano o comunque genovese.
In marmo sono il pavimento, la balaustra, il battistero ed il pulpito, mentre il coro è con sedili in noce. L'organo è stato costruito dalla ditta De Paoli di Chiavari.
In fondo alla chiesa è ubicato il campanile, provvisto di orologio e di quattro campane fuse dalla ditta Picasso di Avegno.